# BeIN SPORTS
beIN Sports (/ˈbiːɪn/ BEE-in) este o rețea globală de canale sportive de televiziune patronată și operată de beIN Media Group. Președintele ei este Nasser Al-Khelaifi, iar directorul său executiv este Yousef Al-Obaidly.
În mod curent beIN Sports operează canale în Orientul Mijlociu și Africa de Nord, în Turcia, Statele Unite și Canada, Franța, Spania și Andorra, Australia și Noua Zeelandă, Brunei, Cambogia, Filipine, Hong Kong, Indonezia, Laos, Malaezia, Singapore și Thailanda.
În Franța, unde beIN Sports a fost lansat pentru prima oară, rețeaua deține drepturile de difuzare a principalelor competiții de fotbal, inclusiv Ligue 1, La Liga, Serie A, Bundesliga și Campionatul European de Fotbal. În Spania, operată de Mediapro, deține drepturile pentru La Liga, Ligue 1 și Serie A, începând din iulie 2015.
În Statele Unite și Canada, beIN Sports deține drepturile de difuzare a meciurilor din La Liga, Ligue 1, Copa del Rey (cu excepția finalei), calificărilor pentru Campionatul Mondial de Fotbal, Copa Libertadores, EFL Championship și Real Madrid TV, precum și cele de difuzare a principalelor campionate și competiții de motociclism (MotoGP, Campionatul Mondial Superbike, MotoAmerica). În august 2012 rețeaua a lansat două canale în Statele Unite (în engleză și spaniolă), urmate de un canal în Canada, pe 31 ianuarie 2014.
În Indonezia, beIN Sports este proprietarul drepturilor de difuzare ale La Liga (până în 2019), Ligue 1, Serie A (2013-2016, și din nou începând cu 2018), EFL Championship (2013-2016), Cupei EFL (2013-2016), Süper Lig (cu începere din sezonul 2017-18), A-League (cu începere din sezonul 2017-18), Cupei FFA (cu începere din sezonul 2017), Primera División de Argentina (cu începere din sezonul 2016-17), Copa Argentina (cu începere din sezonul 2016-17), Cupei KNVB (cu începere din sezonul 2017-18), Calificărilor pentru Campionatul Mondial de Fotbal CAF, Ligii Campionilor UEFA (2015-2018), UEFA Europa League (2015-2018), Bundesliga (2013-2015), Major League Soccer (MLS), iar în parteneriat cu MP & Silva a transmis Premier League până în 2019. În plus, rețeaua difuzează importante competiții auto precum DTM (2013, și din nou în 2016), Campionatul Mondial de Raliuri (cu începere din sezonul 2017) și multe altele. În Malaezia, beIN Sports oferă o acoperire substanțială a ligilor europene de fotbal, incluzând La Liga, Ligue 1 și altele.
În Hong Kong, beIN Sports deține drepturile de difuzare a Serie A, Ligue 1, Major League Soccer (MLS), EFL Championship (2013-2016), Cupei EFL (2013-2016), A-League (cu începere din sezonul 2017-18), Cupei FFA (cu începere din sezonul 2017), Primera División de Argentina (cu începere din sezonul 2016-17), Copa Argentina (cu începere din sezonul 2016-17), Cupei KNVB (cu începere din sezonul 2017-18), Ligii Campionilor UEFA, UEFA Europa League și altele. În Thailanda, beIN Sports este proprietarul drepturilor de difuzare a Premier League (până în 2019), La Liga (până în 2019), Serie A, Ligue 1, MLS, Ligii Campionilor UEFA (2015-2018), UEFA Europa League (2015-2018), Süper Lig (cu începere din sezonul 2017-18), A-League (cu începere din sezonul 2017-18), Cupei FFA Cup (cu începere din sezonul 2017), Primera División de Argentina (cu începere din sezonul 2016-17), Copa Argentina (cu începere din sezonul 2016-17), Cupei KNVB Cup (cu începere din sezonul 2017-18) și altora.
În Australia canalul a fost lansat la sfârșitul lunii noiembrie 2014, ca urmare a achiziției postului Setanta Sports Australia, redenumit ulterior beIN Sports. beIN Sports Australia deține drepturile de difuzare a Ligii Campionilor UEFA (2015-2018), UEFA Europa League (2015-2018), Cupei EFL, La Liga, Serie A, Ligue 1, Bundesliga, MLS, Copa Libertadores și Turneului celor Șase Națiuni. Pe 14 martie 2016, beIN Sports Australia s-a extins de la unul la trei canale, toate în HD, iar de pe 15 mai 2016 a devenit disponibilă pentru toți abonații pachetelor de sport ale Foxtel, spre deosebire de opțiunea inițială, aceea a unui canal SD plătit suplimentar. Abonații Fetch au acces la beIN Sports 1, care este un canal ce trebuie plătit suplimentar în fiecare lună.
beIN Connect, cunoscut și ca beIN Sports Connect, este un serviciu over-the-top (OTT) subsidiar lansat în 2014. El le permite utilizatorilor să urmărească în direct și înregistrat conținut video pe platforme Mac, Windows PC, telefoane mobile, Xbox 360, Xbox One, PlayStation 3 sau PlayStation 4, prin intermediul unor conexiuni de internet cu bandă largă sau Wi-Fi. Conținutul înregistrat cuprinde evenimente sportive, filme și seriale. beIN CONNECT este disponibil ca serviciu plătit în Franța, Spania, Statele Unite, Canada, Turcia (din 2017), Asia-Pacific (din 2017) și regiunea OMAN.